# Boniswil
Boniswil es una comuna suiza del cantón de Argovia, ubicada en el distrito de Lenzburg. Limita al norte con la comuna de Hallwil, al noreste con Seengen, al sureste con Meisterschwanden, al sur con Birrwil, al oeste con Leutwil, y al noroeste con Dürrenäsch.